# Lecturas
Lecturas es una revista española de carácter semanal especializada en informar sobre la crónica social o prensa rosa. Lecturas es la revista decana de la prensa rosa en España. La publicación está consolidada en el pódium de revistas más leídas, según la medición de EGM. Fundada en 1917, su nombre se debe a que inicialmente era una revista de relatos.

## Historia
En 1917, la Sociedad General de Publicaciones lanzó Lecturas, una nueva revista mensual literaria que se vendía en quioscos y librerías al precio de 1,30 pesetas. Cada número tenía ciento veinte páginas y contenía tres novelas, siete cuentos, una comedia y cinco artículos. Tras unos pocos números, la revista dejó de publicarse.
En junio de 1921, el grupo editorial Hymsa la relanzó como magacín para el hogar y suplemento literario de El Hogar y La Moda. La revista tenía entonces cien páginas y publicaba novelas cortas, cuentos y obras teatrales de autores de la talla de Jacinto Benavente, Clarín, Oscar Wilde, Azorín o Víctor Catalá. Las ilustraciones de artistas de vanguardia, como Opisso, Rafael Barradas, Junceda y Longoria, fueron el sello de identidad de las páginas y las portadas de Lecturas. En los años 30, el precio de la revista ascendió a 1,50 pesetas. A partir de entonces, la publicación solo se vio interrumpida entre los años 1937 y 1941 con motivo de la guerra civil española y la inmediata posguerra.
A partir de 1950, las biografías de personajes famosos y los artículos de sociedad empezaron a ganar peso y se publicó la primera portada fotográfica, protagonizada por la actriz Marilyn Monroe. La revista también incluía artículos de divulgación científica, crónicas de arte, poesía, consejos culinarios y moda. Tenía cincuenta y seis páginas y costaba siete pesetas.
Desde 1956, bajo la dirección de Julio Bou Gibert, la publicación pasa de mensual a quincenal.
En 1962, es publicada por primera vez como revista semanal, con páginas interiores en color, y empieza a centrarse en personajes de la realeza, el cine y la televisión. Entre sus redactores y colaboradores de esta época figuran Armando Matías Guiu, José Luis Caballero, Catalina Vidal (directora) Esperanza Navarrete,Chelo García Cortés, Manuel Antolí y Carlos Arguiñano. 
En 2007, la revista fue adquirida por el Grupo Editorial RBA junto con el resto de publicaciones de Edipresse Hymsa. Entre las portadas más conocidas de su historia reciente, se encuentran el posado de Belén Esteban después de su operación estética en 2009, el retorno mediático de Toño Sanchís en 2016, la velada de la diseñadora Ágatha Ruiz de la Prada con su amigo Eduardo Zaplana en 2018 y la relación de Iñaki Urdangarin con una mujer en una playa de Francia a principios de 2022, cuando todavía era marido de la infanta Cristina (más tarde, los mismos protagonistas y sus hijos lo confirmaron).